# Макс Владімір фон Бек
Макс Владімір фон Бек (нім. Max Wladimir Freiherr von Beck; 6 вересня 1854, Відень, Австрійська імперія — 20 січня 1943, Відень) — австро-угорський державний діяч, міністр-президент Цислейтанії в 1906-1908. Барон.

## Ранні роки
Походив з родини Антона фон Бека (1812-1895), який тримав трактир в Південній Моравії. Під час революції 1848 батько брав участь в роботі Кремзірського рейхстагу, потім працював директором придворної і державної друкарні (K. u k. Hof- und Staatsdruckerei). Ідентифікував себе як чеха.
У Бека було чотири сестри. У дитинстві майбутній керівник уряду навчався в Академічній гімназії у Відні разом з Томашем Масариком. Продовжив навчання на юридичному факультеті Віденського університету. Державну службу розпочав у міністерстві фінансів, потім довгий час працював в міністерстві землеробства. З 1898 по 1906 — шеф секції в міністерстві землеробства Цислейтанії, займався підготовкою аграрної реформи.

## Міністр-президент
В результаті Угорської кризи 1905-1906, після відставки Конрада цу Гогенлое-Шіллінгсфюрста, Бек був призначений міністр-президентом. Виступаючи в Рейхстазі 7 червня 1906, Бек так описував ситуацію, в якій він очолив уряд:
|  | Перед нами стоять такі проблеми, як ні перед однією іншою державою Європи. 8 національностей, 17 земель, 20 парламентських об'єднань, 27 парламентських партій, 2 різних світогляди (віросповідання), складні відносини з Угорщиною, крім того, 8,5 градусів широти і, приблизно, стільки ж градусів довготи - об'єднати все в одну точку, потім рухатися до наступної - все це необхідно, щоб керувати Австрією. |

Бек вважався одним з найбільш здібних керівників уряду Цислейтанії. Скориставшись сприятливою економічною кон'юнктурою, він зміг створити дієздатну парламентську більшість з ліберальних партій, що представляли різні національності. Уряд отримав можливість відмовитися від практики введення законодавчих актів за допомогою надзвичайних постанов і позиціонування кабінету як нейтрального і технічного. Глава уряду широко практикував неформальні зустрічі з німецькими, чеськими та польськими депутатами, називаючи свій кабінет «постійною конференцією з пошуку компромісу» (Ausgleichskonferenz in Permanenz).
Хоча уряд діяв лише трохи більше двох років, Бек зміг провести кілька великих реформ. Всупереч думці імператора Франца Йосифа кабінет зміг запровадити загальне виборче право для чоловіків. Під впливом Російської революції 1905—1907, що викликала піднесенняис в середовищі соціал-демократів і слов'янських партій, були прийняті закони про страхування робітників на випадок інвалідності та страхування пенсій. Був введений новий коефіцієнт розподілу державних доходів — 63,6 % стали надходити в Цислейтанію, 36,4 % — в Транслейтанію.
У своїй діяльності Бек стикався з опором консервативних партій та міністра закордонних справ Алоїза фон Еренталя. Після успішного для Австро-Угорщини рішення боснійської кризи, під впливом консерваторів глава уряду був змушений покинути свій пост.
У 1907-1918 фон Бек був членом Палати панів (Heerenhaus) Рейхсрата. З 1915 по 1934 обіймав посаду президента Вищої рахункової палати, з 1919 по 1938 — президент Австрійського товариства Червоного хреста.

## Пам'ять
У 1949 ім'ям Бека названо провулок у віденському районі Гітцінг.